# Arquímedes Figuera
Arquímedes José Figuera Salazar (Cumaná, 6 gennaio 1989) è un calciatore venezuelano, centrocampista del Blooming.

## Carriera

### Nazionale
Viene convocato per la Copa América Centenario negli Stati Uniti.